# فن الإيبرو

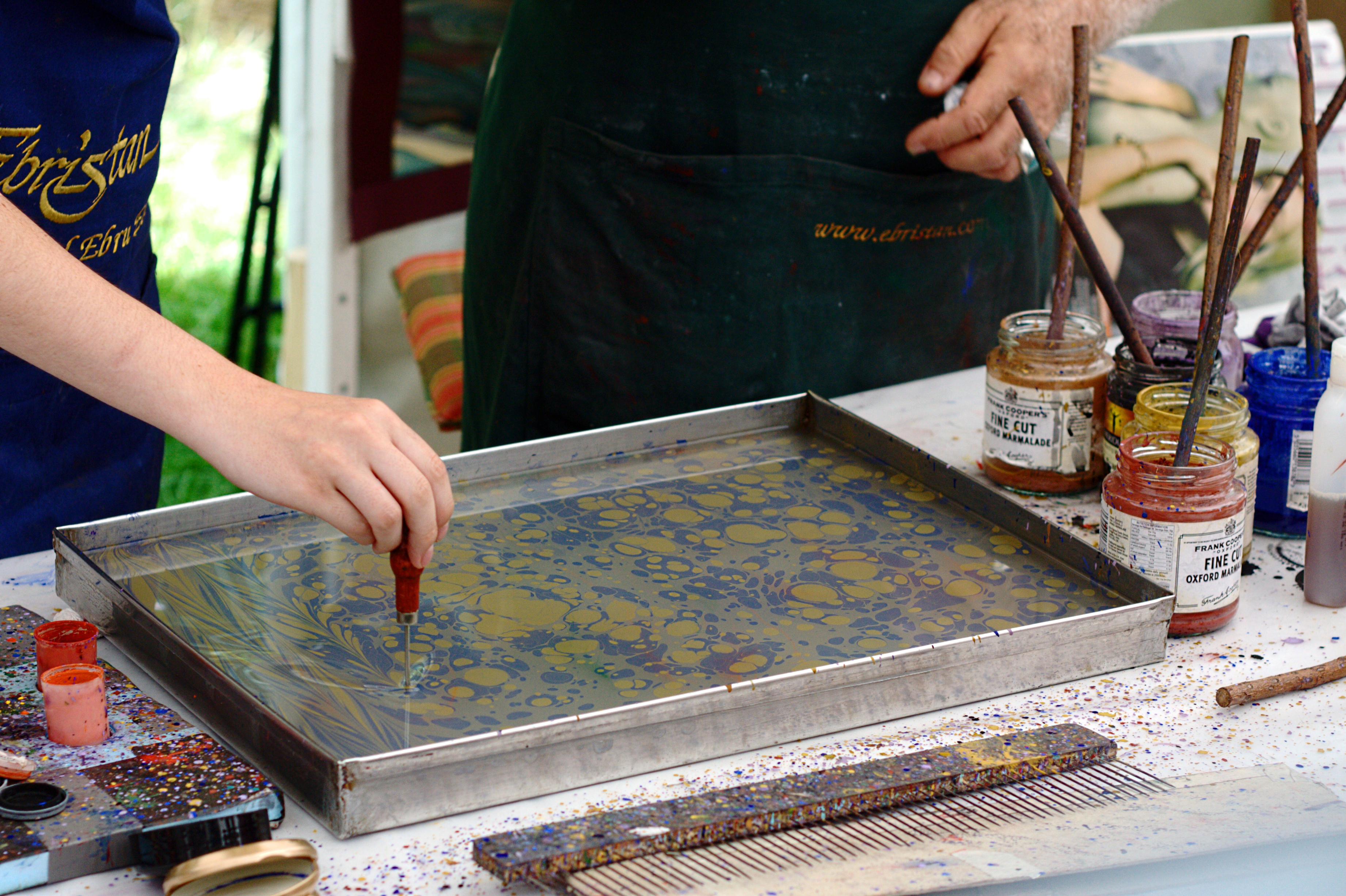
خلط الماء بالعصارة المرارة الثور وبعض المواد في الوعاء لتحضير الخليط

فن الأبري (ويعرف أيضا باسم الرسم على الماء) (بالإنجليزية: Paper marbling ) واحد من أجمل الفنون المعروفة في تركيا وينتشر حاليا في الكثير من البلدان يعتمد على الرسم على الماء المخلوط بمواد معينة لجعله كثيفا ويستخدم له ألوان خاصة يتم رشها وتشكيلها على السطح بحيث يمكن فيما بعد أخذ ذلك الرسم على ورق مرمري خاص سميك لتحمل الماء.

## التسمية
الأبري كلمة فارسية تعني الغيوم أو السحاب.
عند الأتراك فهي تعني أيضاً حاجب العين، والورق الملون والمجزع أو الورق والقماش الملون بألوان مختلفة بشكل مموج، أو ألوان حجر الرخام. كما تأتي في التركية بمعنى الورق أو القماش الملون الذي يستخدم في تغليف الكتب والدفاتر.
ولشبه العروق المرسومة على لوحات الأبري بعروق الرخام يطلق الأوروبيون على هذا الفن اسم  (marbled paper) أي الورق الرخامي أما العرب فيسمونه بـالورق المجزَّع.

## تاريخ الأبري
يعود إلى عصر السلاجقة أي لعام 1070م ثم تبعه العصر العثماني  عام 1300 م ولقد استخدم هذا الفن اليدوي بشكل واسع في العصر السلجوقي لتزيين وتلوين أغلفة الكتب والدفاتر، وكذا في تزيين لوحات الخط الإسلامي. وتفيد المراجع الفرنسية أن أول اتصال للأوروبيين به كان بعد فتح القسطنطينية عام 1453، ومن ثم تطور هذا الاتصال بشكل واسع خلال حكم السلطان سليمان القانوني في عهد الدولة العثمانية،  ومن ثم يعد ازدهار أو تراجع هذا الفن اليدوي التقليدي مرتبطا برواج فن الخط الإسلامي أو الاهتمام به. 

## المكونات

### الماء الأبری أو لعاب
يتم تحضير الماء أو المستحلب بخلط الماء بمادة «كثیرا» أو الكيراجين، حتى تصبح كالمستحلب وينتظر يوما كاملا حتى تصلح للاستخدام، ويستخدم الفنان الألوان الطبيعية من حجر أو تراب أو المصنوعیة، بعدها يستخدم مادة لها.

### الوعاء
عادة ما يتم استخدام حوض مستطيل الشكل مصنوع من الزنك له حواف ملساء تمكن من سحب الورقة دون خدوش يتم وضع الماء والخليط فيه. [هل المصدر موثوق به؟]

### فرشات الألوان
هي فرشاة يتكون رأسها من شعر ذيل الحصان، ولا يقبل في هذا الفن رؤوس فرشاة من مادة بلاستيكية أو غيرها. كما يستعمل عدة إبر بأشكال متعددة وذات أسنة مختلفة، فهناك «السنبلة» و«الإبرة» و«خطيب الأبرو» و«المشط» وغيرها.

### الألوان
تستخلص أصباغه وألوان الأبري من الأكاسيد المعدنية الطبيعية من الطين، فتصفى وتطحن لتشكل ألوانا مختلفة. ولتحضير لون ما تخلط كمية من مسحوق اللون ببعض الماء وتسخن حتى يذوب المسحوق تماما ويصبح اللون على شكل رائب ويحفظ، مع إضافة مادة الأكسيد إليها ليساعد ذلك في تمدد الصبغ على لوحة الماء أو ما تسمى تكنة. 

## طرق العمل
1. ملء طبق بالماء إلى النصف تقريبا.
2. نشر ألوان المارلينغ أو ألوان الحرير أو المناكير على الماء.
3. تشكل الألوان على سطح الماء.
4. وضع ورقة على الألوان ورفعها بسرعة بحيث لا تبتل الورقة وينتهي العمل.

## مشاهير الأبري
من أشهر رسامي الأبري 
| - محمد أفندي خطيب جامع آيا صوفيا (ت 1773م)، - الشيخ صادق أفندي (ت 1846م) - إبراهيم أدهم أفندي (ت 1904م) - الخطاط سامي أفندي (ت 1912م) - ساجد أوقاي (ت 1915م)، - سامي نجم الدين أوقياي (ت 1933]]م) | - الخطاط عزيز أفندي (ت 1934م) - عبد القادر قدري أفندي (ت 1942م) - نجم الدين أوقياي (ت 1976م) - الخطاط أمين باران، - حكمت بارودجي جيل وزوجته فوسون بارودجي من الجيل الحالي - الخطاط محمد أوغور درمان |  |

ويعتبر هوانغ شو من أشهر فناني الصين

## أشكال الأبري
هناك العديد من الأشكال لفن الأبري  ومنها 
1. أبري بطّال (ذو الزخارف الكبيرة) ينسب إلى مقاس الورق وهو 57*83 سم والآن حجمه عادة 35سم *50سم وهناك من يرسمه مع مقاس 100*70 أو أكثر من ذلك.
2. أبري الصخري والرخامي الذي يتم فيه إنشاء تأثيرات مشابهة للصخور والأحجار الطبيعية باستخدام الألوان الطبيعية.
3. المنثور (سَرپْمِلي إبرو)
4. المتردد (گَل-گیت إبروسو)
5. الممشط (تراكلي إبرو): وتعني الممشط حيث يستخدم المشط خلال العمل.
6. الطاووس
7. أبري شال (شال إبروسو): ويشبه نقش قماش حجاب النساء.
8. عش البلبل / العندليب
9. المزهر (جيجيكلي ابری) والذي يقوم على رسم الزهور المختلفة مثل التيوليبا (اللالي) -الورد القرنفل - البنفسج والسنبل بألوان زاهية مع تأثيرات فنية رائعة حولها
10. مرمّل/ رملي (كوملو إبرو).
11. أبري الخطیب (خطيب إبرو): ينسب إلى الخطاط خطيب محمد أفندي مؤذن مسجد آيا صوفيا وبه أجزاء من الزهرة وأشكال القلوب.
12. الأبري المخطط (یازيلی إبرو) يتم الكتابة بالصمغ العربي علي الورق آية أو حديثاً وعند وضع الورقة لا يقبل مكان الصمغ الألوان فيظهر الخط أي يمزج الخط مع الأبري.
13. عكس-أبري / العكسي والاستنسل (عکّاسه إبرو): مرخم من الخارج وفارغ من الداخل لكتابة آيات أو نصوص.
14. المموج/المتموج
15. عین النمر

## مؤتمرات دولية
أقيم أول مؤتمر دولي للأبري في أسطنبول عام 1997 بتنظيم فنان الأبري التركي حكمت بارودجي وقسم الأبري بأكاديمية الفنون التركية.

## معرض صور

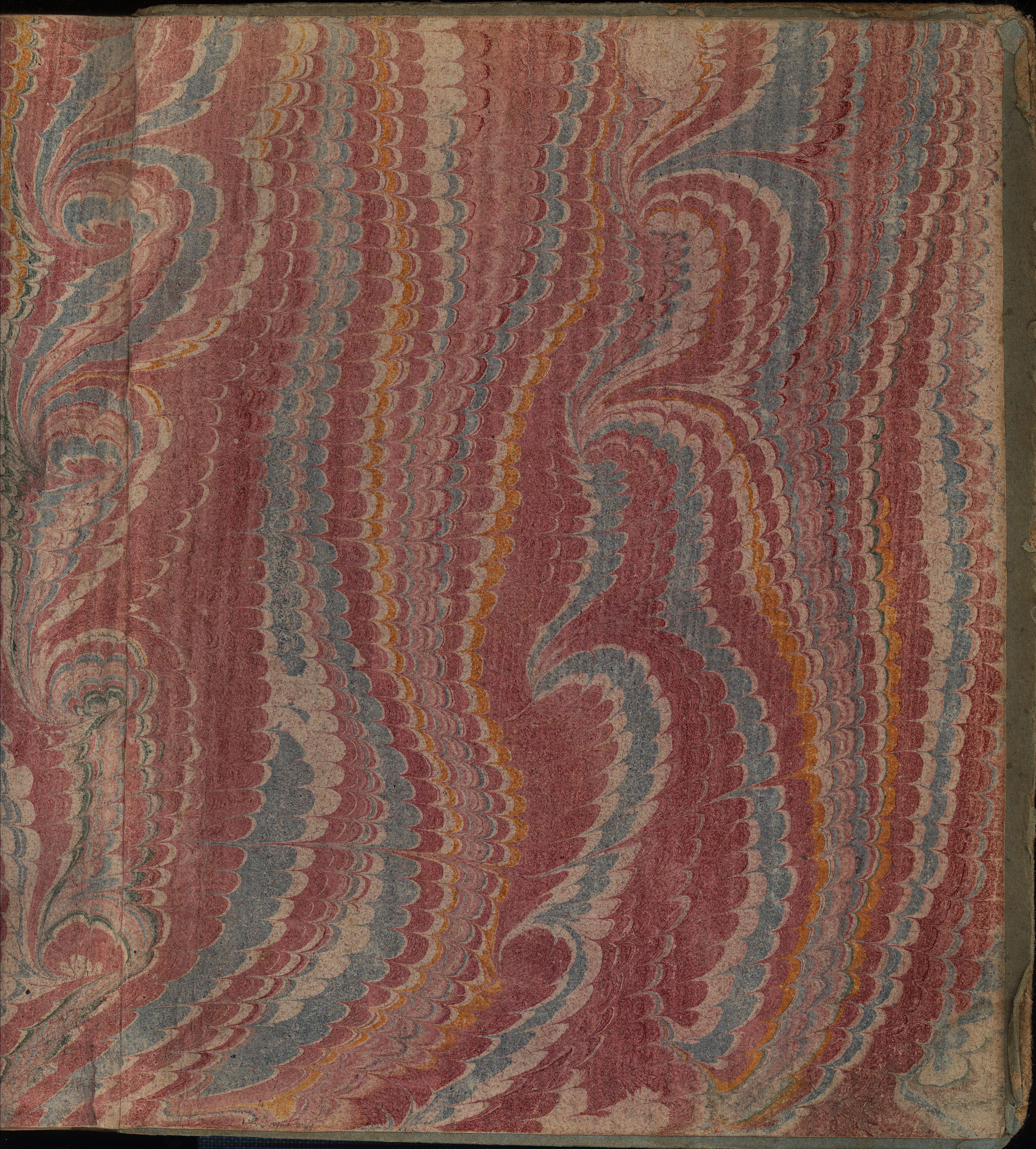
Marbled endpaper from a book bound in the Netherlands or Germany between 1720 and 1770
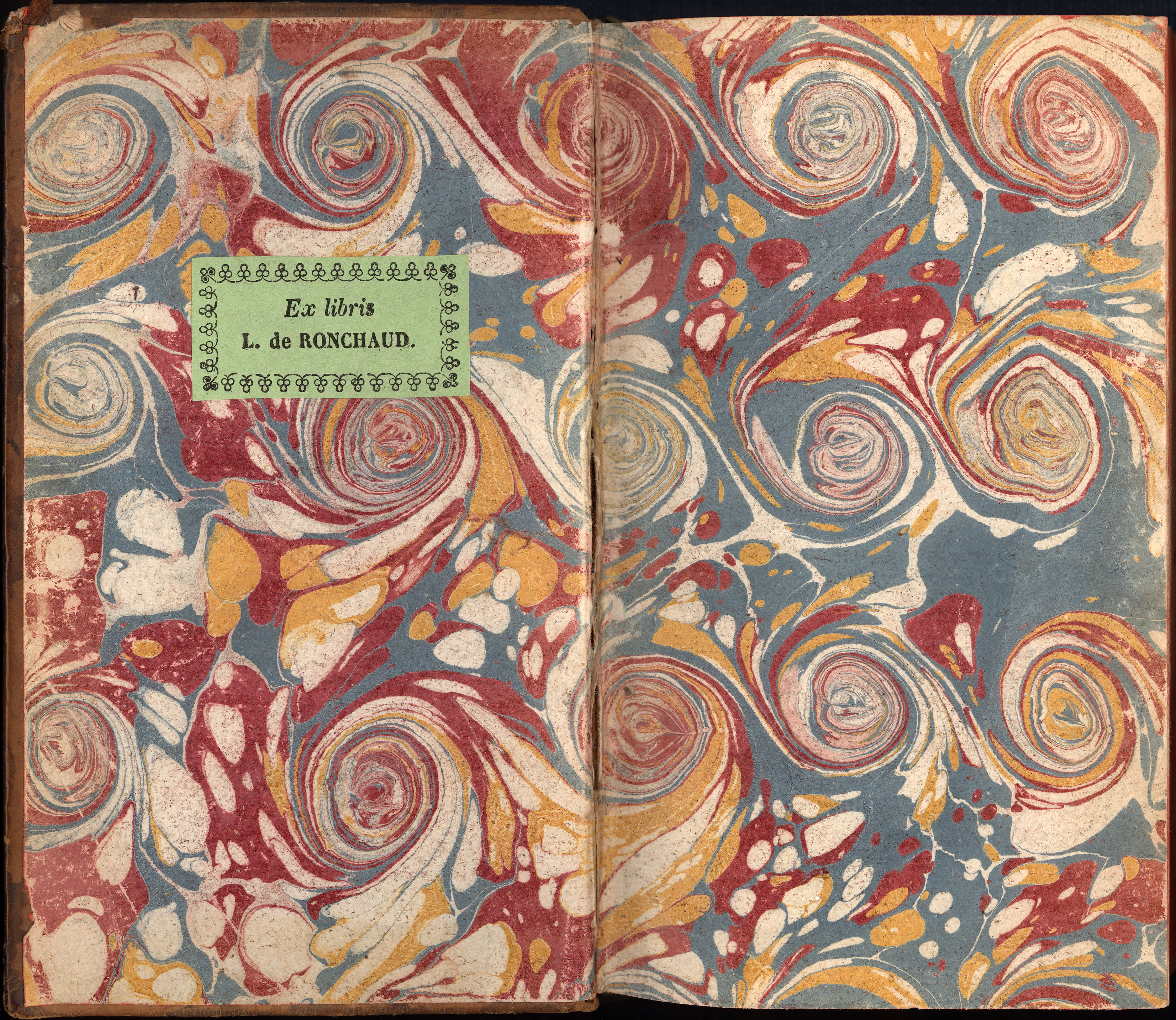
Marbled endpaper from a book bound in France around 1735
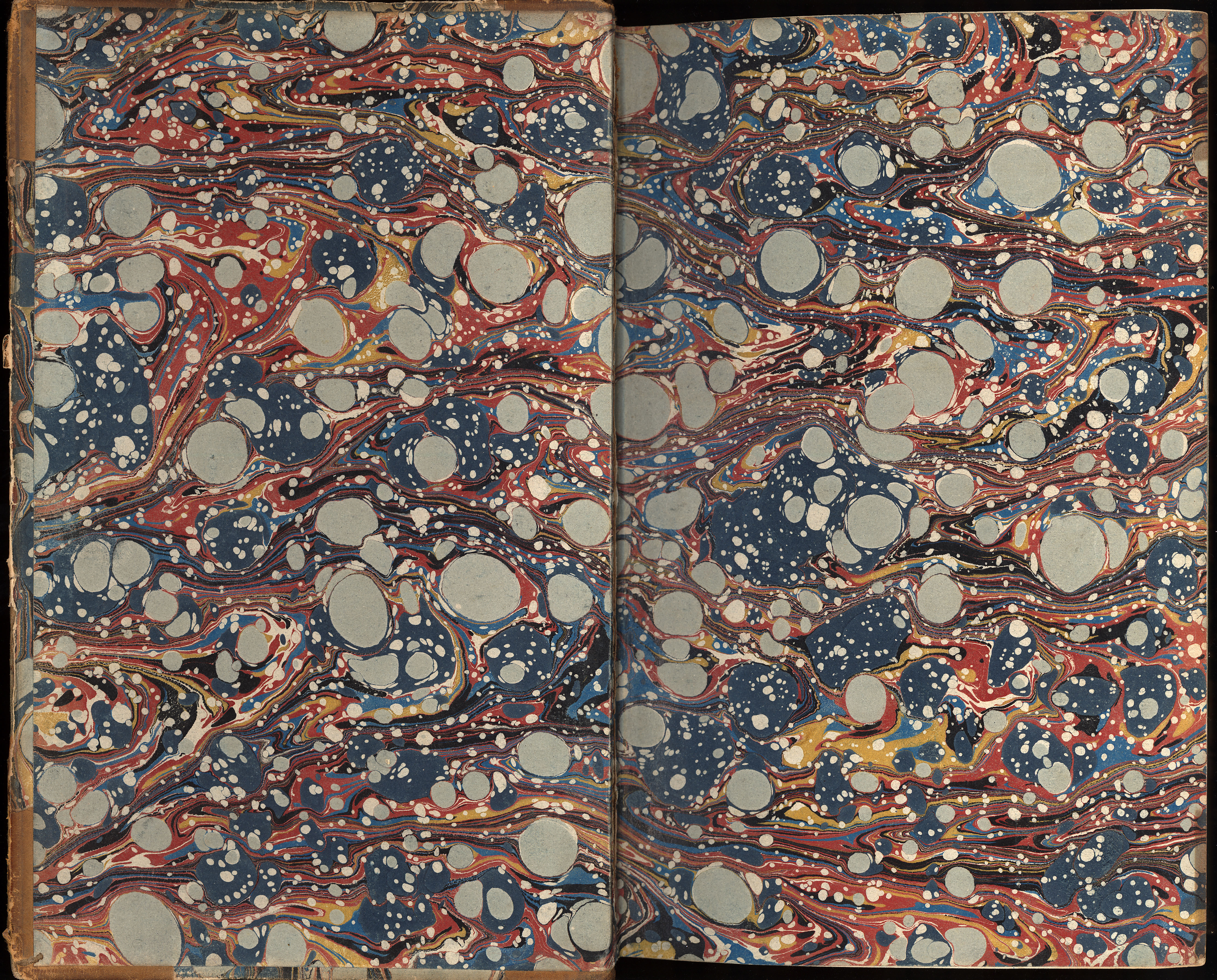
Paper marbling from a book bound in England around 1830
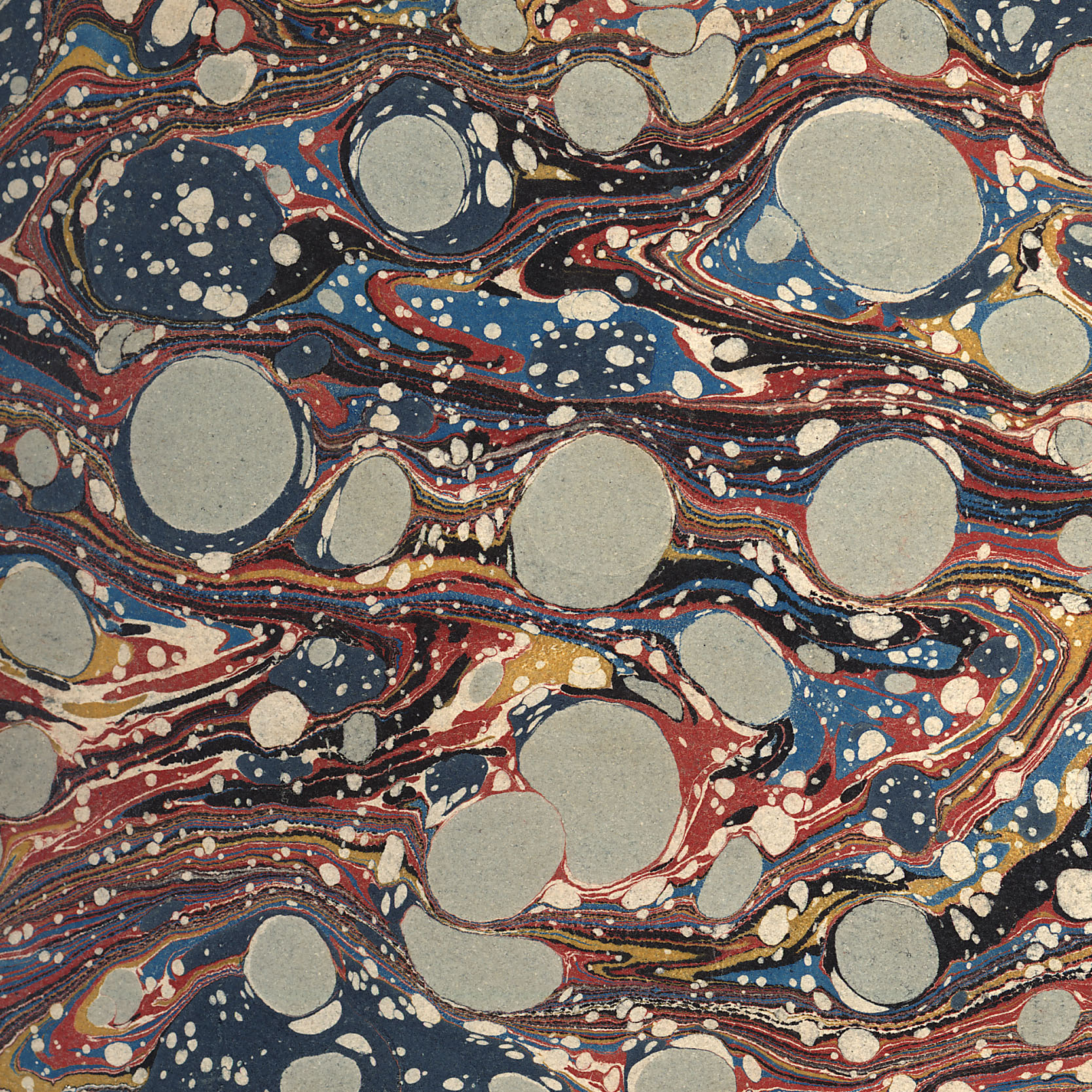
Paper marbling from a book bound in England around 1830 (detail)
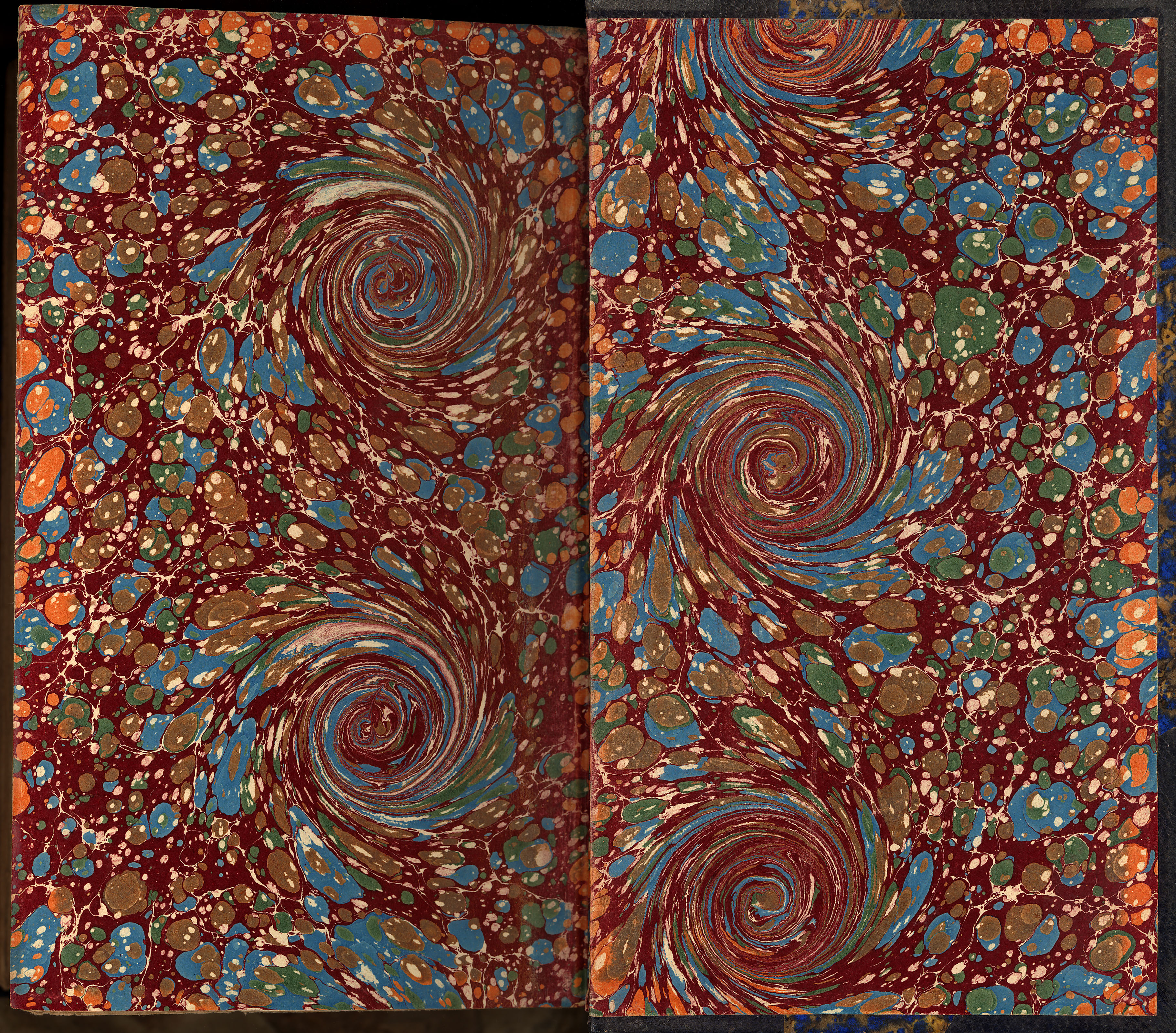
Marbled endpaper from a book bound in France around 1880
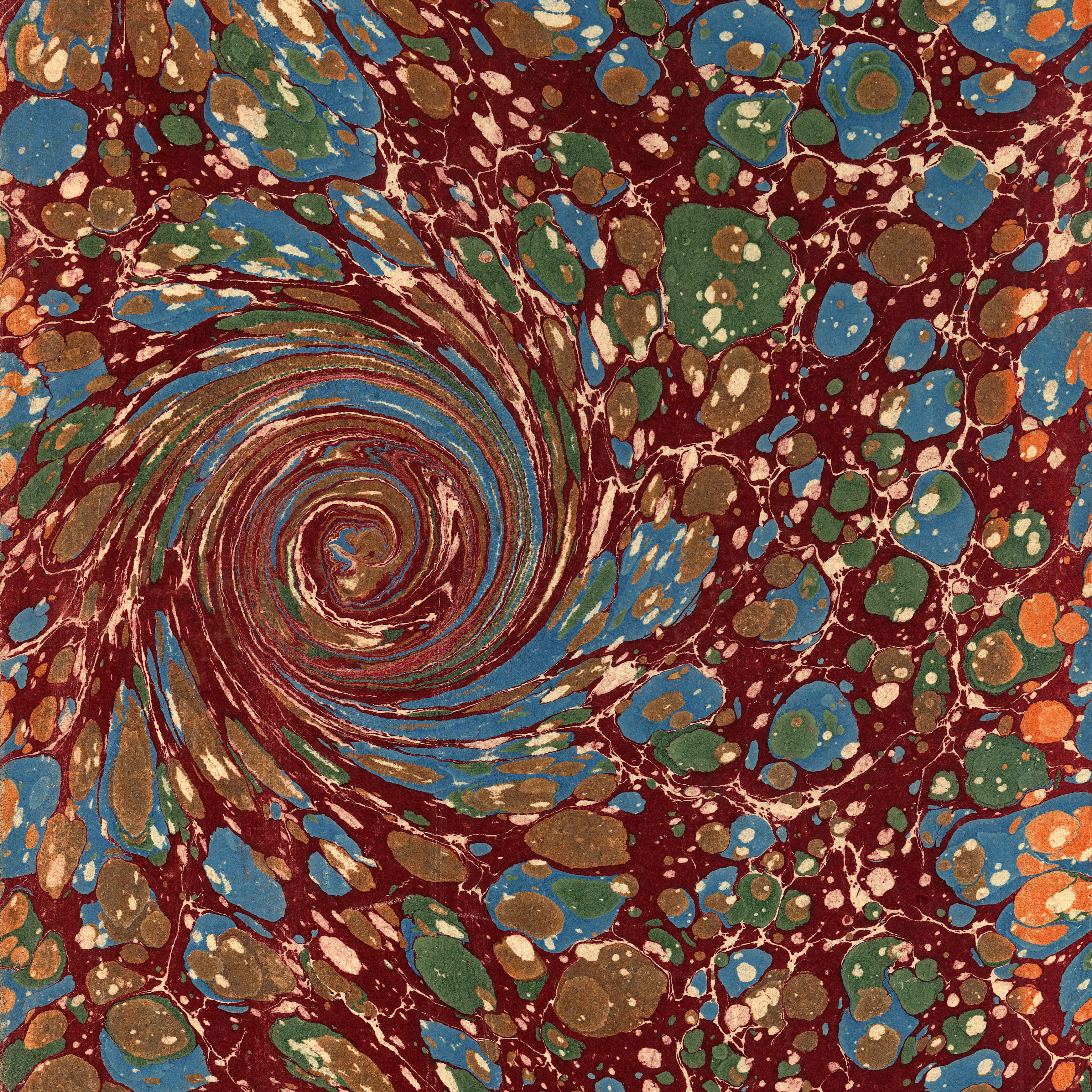
Marbled endpaper from a book bound in France around 1880 (detail)
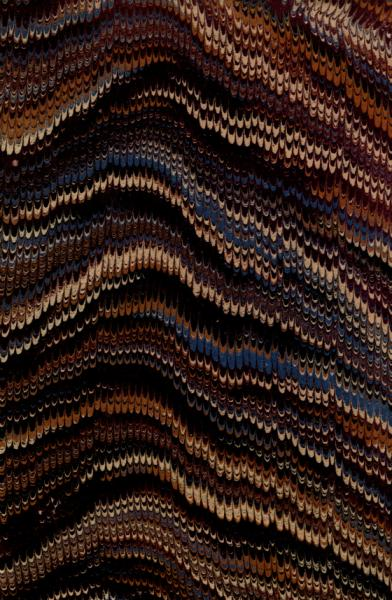
A combed marbled pattern from the front flyleaf of a binding of The Playmate: A Pleasant Companion for Spare Hours by Joseph Cundall, Printed by Barclay, 1847.
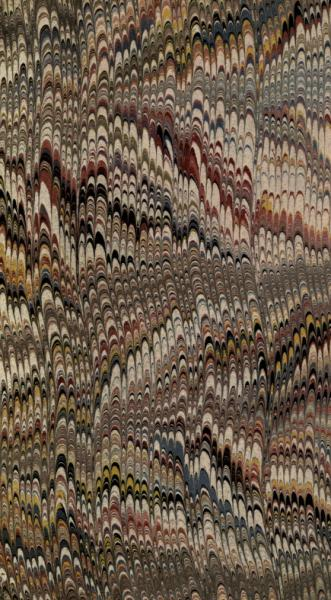
Combed marbled paper, from the front flyleaf of a binding of Oriental Fragments by Maria Hack, printed in London for Harvey and Dartman, 1828.